# アブー・ジャアファル・ハーズィン
アブー・ジャアファル・ハーズィン（Abū Ja‘far al-Khāzin）は、10世紀の天文学、数学者:275。
生涯については、イブン・ナディームの『目録の書』、イブン・キフティーの『諸学者列伝』が情報源である。イブン・ナディームは「フラーサーニー」のニスバを付けて呼んでおり、ホラーサーンの出身であるようである。最近まで、「アブー・ジャアファル・ハーズィン」と同時代にもうひとり「アブー・ジャアファル・ムハンマド・イブン・フサイン」という名の数学者がいるものと認識されていたが、両者が同一人物であることが1978年に明らかにされた。なお「ハーズィン」には「会計係」の意味がある。
生没年不詳であるが、900年ごろに生まれ、971年ごろに亡くなったものとみられる。イラン系のサービア教徒あるいは南アラビアのサバア王国にルーツを持つイラン人である。
ハーズィンが生きた10世紀の西アジアはブワイフ朝の勢いが盛んな時代であり、政権の中心地のひとつライイは学術・文化における主要なセンターになっていた。ハーズィンは、そのようなブワイフ朝ライイ政権のアミール、アドゥドゥッダウラ（在位949年-983年）の宮廷に連れてこられた科学者のひとりである。959年あるいは960年、ライイの宰相アブル・ファドル・イブヌル・アミードは、宮廷科学者らに黄道傾斜角の測定を命じた。ハーズィンらは直径4メートルの輪を使って測定した。
主著とされる Zīj al-ṣafā'iḥ は後続の科学者たちによく参照されている。同書は、表が刻印された板を備えたアストロラーベなど、いくつかの天文器具とそれらの使い方に関する本である。同書に基づいて制作されたレプリカがドイツに現存していたが、第二次世界大戦中に失われた。レプリカの写真が写されており、天文学史家のデイヴィッド・キングが1980年に検証した。
ハーズィンは2世紀の学者クラウディオス・プトレマイオスの『アルマゲスト』の註解書も書いている。プトレマイオスの述べたことに関し、ハーズィン自身も19個の定理・命題を示し、また、プトレマイオスのものとは異なった形の宇宙構造（コスモス）を提示した。